# Sinornis
Sinornis es un género extinto de aves enantiornites. Varios fósiles referidos fueron recuperados en la formación Jiufotang en Liaoning, en la República Popular de China. La formación Jiufotang se sobrepone seobre la formación Yixian, lo que sugiere una edad entre el Aptiense al Albiense (entre hace 100-120 millones de años), de acuerdo a Swisher et al. (1999). Sinornis solo abarca a una especie, la especie tipo, Sinornis santensis.

## Clasificación
Paul Sereno et al. (2001) consideró a un ave prehistórica similar de la misma formación, Cathayornis, como un sinónimo más moderno de Sinornis. Ellos interpretaron sus anatomías como muy similares y que compartían autapomorfias claves en el pigóstilos.
Sin embargo, también en 2001 Zhou y Hou continuaron distinguiendo a Cathayornis de Sinornis debido al mayor tamaño del primero, y por tener un primer dígito más corto y recto con una garra levemente más larga (ungual), la ausencia de un atitrocánter, entre otros rasgos. Un artículo que describió una segunda especie de Cathayornis en 2008 por Li et al. también consideró a estos géneros como distintos.
La primera revisión a fondo de Sinornis y Cathayornis fue publicada por Jingmai O'Connor y Gareth Dyke en 2010. O'Connor y Dyke concluyeron que a pesar del artículo de 2001 paper de Sereno y colegas, las dos aves no eran sinónimos y de hecho diferían de varias formas, incluyendo proporciones diferentes en las garras de las alas y los dígitos, diferencias en la pelvis, y el tamaño del pigóstilo.